# Musikwissenschaftliche Tagung 1938
Die Musikwissenschaftliche Tagung der Deutschen Gesellschaft für Musikwissenschaft fand anlässlich der Reichsmusiktage vom 26. bis 28. Mai 1938 in Düsseldorf statt. Bei der Eröffnung dieser größten Musiktagung des nationalsozialistischen Deutschlands behauptete Propagandaminister Joseph Goebbels, dass Musik die ruhmreichste Kunst des deutschen Erbes sei. Es war zugleich die erste für die Öffentlichkeit sichtbare musikwissenschaftliche Tagung im NS-Staat.
Die Musikwissenschaftler anerkannten mit ihr die kulturpolitischen NS-Themen, insbesondere „Musik und Rasse“, „Musik und Volk“ und „Vorherrschaft der deutschen Musik“, die fürderhin – neben dem Dienst an den alten Meistern – auf ihrer Agenda standen. Das zentrale Thema „Musik und Rasse“ war vermutlich von Goebbels vorgeschlagen und von Friedrich Blume in einer Festrede ausgearbeitet worden. Mit der parallel stattfindenden Ausstellung Entartete Musik war die Tagung nicht direkt verknüpft.
Ein Motiv der – nach dem Exodus der jüdischen und sonst unliebsamen Wissenschaftler – führenden Köpfe der Musikwissenschaft, quasi öffentlich ein Glaubensbekenntnis abzulegen, lag in dem Versuch, durch Affirmation dem steigenden politischen Druck zu entgehen, größere Förderung ihrer Forschungsprojekte zu erlangen und ihre Stellung in den Institutionen abzusichern. Für nicht wenige bot sie auch die Gelegenheit ihren antisemitischen und antimodernen Ressentiments Ausdruck zu verleihen.

## Programm
Einen Kongreßbericht scheint es nicht gegeben zu haben, die späteren, verstreuten Veröffentlichungen sind in [eckigen Klammern] hinzugesetzt.

### Donnerstag, 26. Mai, 15 Uhr
- A: Die deutsche Musik (Leitung J. Müller-Blattau u. A. Schmitz)
  - Josef Müller-Blattau (Freiburg): Das Deutsche in der Musik
  - Hans-Joachim Therstappen (Hamburg): Die Musik im großdeutschen Raum, [in: Deutsche Musikkultur, 3. Jg. 1938-39, S. 425–428]
  - Arnold Schmitz (Breslau): Neue Ergebnisse landeskundlicher Musikforschung in Schlesien
  - Willi Kahl (Köln): Soziologisches zur neueren rheinischen Musikgeschichte, [in: Zeitschrift für Musik, 106. Jg. 1939, S. 246–252]
  - Martin Karl Hasse (Köln): Die großen Meister der Musik und das deutsche Volk
  - Walter Gerstenberg (Köln): Gemeinschaftsmusik und Konzert, [in: Zeitschrift für Musik, 105. Jg. 1938, S. 856–860]
- B: Deutsche Meister (Leitung Th. Kroyer u. R. Gerber)
  - Theodor Kroyer (Köln): Deutsche Stileigentümlichkeiten in der Musik
  - Friedrich Noack (Darmstadt): Das Ethos in der deutschen Musik
  - Walther Vetter (Greifswald): Volkhafte Wesensmerkmale in Mozarts Opern, [in: Zeitschrift für Musik, 105. Jg. 1938, S. 852–856]
  - Rudolf Gerber (Gießen): Volkstum und Rasse in der Persönlichkeit und Kunst von Johannes Brahms

### Freitag, 27. Mai, 9 Uhr
- A: Staat und Musik (Leitung H. Besseler)
  - Heinrich Besseler (Heidelberg): Musik und Staat
  - Gerhard Pietzsch (Dresden): Staat und Musik, [als Die Betreuung der Musik durch den Staat, in: Deutsche Musikkultur, 3. Jg. 1938-39, S. 464–469]
  - Rudolf Steglich (Erlangen): Die Elemente des musikalischen Ausdrucks im Umbruch, [in: Deutsche Musikkultur, 3. Jg. 1938-39, S. 345–355]
  - Ernst Bücken (Köln): Musikstil, Musikpolitik und Musikkultur
- B: Fragen der Musikforschung (Leitung W. Korte)
  - Werner Korte (Münster): Die Aufgaben der Musikwissenschaft, [als Die Grundlagenkrisis der deutschen Musikwissenschaft, in: Die Musik, 30. Jg. 1938, S. 668–674]
  - Theodor Wilhelm Werner (Hannover): Der Musikgelehrte und die Wirklichkeit
  - Ernst Kirsch (Breslau): Musikgeschichtsbetrachtung am Wendepunkt

### Freitag, 27. Mai, 15 Uhr
- Festsitzung
  - J. H. Schein: Paduana (Orchester des Düsseldorfer Bach-Vereins, Leitung J. Neyses)
  - Ludwig Schiedermayr (Bonn), Präsident der DGfM: Begrüßungsansprache
  - Friedrich Blume (Kiel): Musik und Rasse, [in: Die Musik, 30. Jg. 1938, S. 736–748.]
  - G. F. Händel: Concerto grosso B-dur (Orchester...)

### Samstag, 28. Mai, 9 Uhr
- Musik und Rasse (Leitung G. Frotscher u. W. Danckert)
  - Gotthold Frotscher (Berlin): Aufgaben und Probleme der musikalischen Rassenstilforschung, [in: Guido Waldmann (Hg.), Rasse und Musik, Berlin 1939, S. 102–112]
  - Otto zur Nedden (Weimar/Jena): Musik und Rasse
  - Marius Schneider (Berlin): Grundsätzliches zur musikalischen Rassenforschung unter besonderer Berücksichtigung der Indogermanenfrage
  - Helmut Schultz (Leipzig): Volkhafte Eigenschaften des Instrumentalklangs, [in: Deutsche Musikkultur, 5. Jg. 1940, S. 61–64]
  - Wilhelm Heinitz (Hamburg): Rassische Merkmale in europäischer Volksmusik
  - Werner Danckert (Berlin): Volkstum, Stammesart, Rasse im Lichte der Volksliedforschung, [als Von der Stammesart im Volkslied, in: Die Musik, 32. Jg. 1940, S. 217–222]
  - Joseph Schmidt-Görg (Bonn): Akustische Hilfsmittel in der Musik- und Rasseforschung